# Bladee
Бенджамин Райшвальд (швед. Benjamin Reichwald, 9 апреля 1994, Стокгольм, Швеция), более известный как Bladee — шведский рэпер, певец, автор песен, музыкальный продюсер, модельер и участник коллектива Drain Gang.
Он выпустил свой дебютный альбом Gluee в 2014 году, а затем Eversince в 2016 году и свой третий альбом Red Light в 2018 году на стокгольмском лейбле звукозаписи YEAR0001. В дополнение к своей музыке Райшвальд занимается визуальным искусством, которое часто появляется в качестве обложек для его релизов. Райшвальд также является креативным директором линии одежды Yung Lean Sadboys Gear.

## Ранняя жизнь
Бенджамин Райшвальд родился 9 апреля 1994 года в Стокгольме, Швеция и вырос в основном в районе Сканстулл. Именно здесь в 2004 году он познакомился с Заком Арогундаде, также известным как Ecco2K. Они были одноклассниками и впоследствии создали группу под названием «Krossad», когда Райшвальду было 13 лет, благодаря Заку, Райшвальд заинтересовался музыкой. Позже он познакомился с рэпером Thaiboy Digital и музыкальным продюсером Whitearmor.
После окончания школы Райшвальд начал заниматься музыкой, работая в детском саду.

## Карьера
Райшвальд начал создавать музыку в начале 2010-х годов. В это время выходят его первые известные работы, такие как: Oxygen, Subaru и Bleach. В 2013 Bladee принял участие в треке Yung Lean «Heal You // Bladerunner». Вместе с друзьями детства Ecco2K, Thaiboy Digital и Whitearmor он сформировал музыкальный коллектив Drain Gang.
Он выпустил свой дебютный микстейп Gluee в 2014 году. Его дебютный альбом Eversince вышел 25 мая 2016 года. В 2017 году Райшвальд выпустил коллаборативный микстейп с продюсерской группой Working on Dying. Второй альбом Райшвальда — Red Light — вышел 11 мая 2018 года. В 2020 году он выпустил альбомы Exeter, 333 и Good Luck. В следующем году вышел его пятый альбом — The Fool.
18 марта 2022 года Райшвальд выпустил Crest — коллаборативный альбом с Ecco2K. В сентябре того же года он выпустил альбом Spiderr. В 2024 году Райшвальд выпустил Psykos — коллаборативный альбом с Yung Lean, и Cold Visions, его седьмой сольный альбом.

## Музыкальный стиль
Райшвальд описал свой стиль как «боль», хотя и сказал, что по состоянию на 2018 год он «превратился в своего рода тёмного ангела с автотюном». Он часто экспериментирует, объединяя различные жанры. Он заявил, что считает этот процесс терапевтическим. В интервью с Райшвальдом Джек Энджелл, музыкальный писатель The Fader, назвал звучание Райшвальда «морозным футуризмом»  и отметил, что музыка Райшвальда вызывает «широкий спектр эмоций». Он привлек внимание своим сотрудничеством и концертными выступлениями с Yung Lean. Райшвальд упоминает Chief Keef, Lil B, The Beach Boys, Basshunter и Джеймс Ферраро как факторы, повлиявшие на его творчество.

## Дискография

### Студийные альбомы
- Eversince (2016)
- Red Light (2018)
- Exeter (2020)
- 333[англ.] (2020)
- The Fool[англ.] (2021)
- Crest (2022) (совместно с Ecco2K)
- Spiderr[англ.] (2022)
- Cold Visions (2024)

### Совместные альбомы
- AvP (2016) (совместно с Thaiboy Digital)
- D&G (2017) (совместно с Ecco2K и Thaiboy Digital)
- Trash Island[англ.] (2019) (совместно с Ecco2K и Thaiboy Digital)
- Good Luck[англ.] (2020) (совместно с Mechatok)
- Crest (2022) (совместно с Ecco2K)
- Psykos[англ.] (2024) (совместно с Yung Lean)

### Микстейпы
- Gluee (2014)
- Working on Dying (2017)
- Icedancer (2018)

### Мини-альбомы
- Rip Bladee (2016)
- Plastic Surgery (2017)
- Sunset in Silver City (2018)
- Exile (2018)
- Vanilla Sky (2019)
- Requiem (2023)

### Сборники
- GTBSG Compilation (2013) (совместно с Ecco2K and Thaiboy Digital)

### Синглы
- Dragonfly (2014)
- Blood Rain (2014) (совместно с Yung Lean)
- Into Dust (2014)
- Friday Nite (2015) (совместно с Black Kray)
- Rain Check (2015)
- Kiss Of Death (2015) (совместно с Uli K)
- Who Goes There (2016)
- Facetime (2016)
- Dead inside Dark outside (2016) (совместно с Ecco2k)
- Insect (2017)
- Destroy Me (2017)
- #18 (2017)
- Frosty the Snowman (2017)
- Faceless (2017) (совместно с YSB OG)
- 1s (2017) (совместно с YSB OG)
- Wallet Won't Fold (2017)
- Decay (2018)
- Sesame Street (2018)
- I Chose To Be This Way (2018) (совместно с 16YROLD, Skys)
- FML (2018)
- Trash Star (2019)
- Apple (2019)
- Undergone (2020) (совместно с Ssaliva)
- DRAIN STORY (2022)
- TL;DR (2024) (совместно с Ecco2k, Thaiboy Digital)

### Гостевое участие
- Yung Lean — «Nitevision» (2013)
- Yung Lean — «Plastic Boy» (2013)
- Yung Lean — «Heal You // Bladerunner» (2013)
- Xavier Wulf — «Ice Floors» (2013)
- Thaiboy Digital — «Gtblessgo» (2014)
- Black Kray — «7 Roses» (2014)
- Prada Mane — «Soar Loser» (2014)
- Xavier Wulf — «Snowmen» (2014) (при участии Ecco2k)
- Thaiboy Digital — «Don’t Dance» (2015)
- Yung Lean — «Highway Patrol» (2016)
- Yung Lean — «Hocus Pocus» (2016)
- Yung Lean — «Pearl Fountain» (2016) (при участии Black Kray)
- Chxpo — «Man in The Mirror» (2016)
- DJ Kenn Aon — «Frozen 2» (2016) (при участии Thaiboy Digital, Ecco2k)
- Yung Lean — «Hennessy & Sailor Moon» (2016)[33]
- Yung Lean — «Head 2 Toe» (2016)
- Cartier'GOD -«#iWantItAll» (2017)
- D33J — «10K Froze» (2018)
- 10Cellphones — «Can't Judge» (2018)
- Yung Lean — «Red Velvet» (2019)
- Varg — «Perfect Violation» (2019)
- Cartier'GOD — «#Kilos» (2019) (при участии DJNATEakaBakeMan)
- Chxpo — «Do You Love Me» (2019)
- Sickboyrari — «Famous» (2019) (при участии YSB OG и Yung Lean)
- Cartier’GOD — «#LetMeGo» (2019)
- Thaiboy Digital — «Bentley» (2019)
- Thaiboy Digital — «Legendary Member» (2019)
- Sickboyrari — «Blue» (2019)
- Ханна Даймонд — «Love Goes On — Palmistry Remix» (2020) (при участии Palmistry)
- Woesum — «Violet Gold» — (при участии Yung Lean, Thaiboy Digital) (2020)
- Woesum — «Nothing Matters» (2020)
- Woesum — «Airwalker» (при участии Yung Lean) (2020)
- Woesum — «Exceler» (2020)
- Yung Lean — «Opium Dreams» (2020)
- Varg2™ — «C20» (2020)
- Ecco2K — «Amygdala» (2022)
- Yung Lean — «SummerTime Blood» (при участии Ecco2K) (2022)
- Tohji — «Twilight Zone» (2022)
- Skrillex — «Real Spring» (2022)
- Skrillex — «Ceremony» (при участии Yung Lean) (2022)
- Kamixlo — «Death Forever» (2024)
- Charli XCX — «Rewind» (2024)
- Oklou — Take me by the hand (2025)